# Анхейм, Этьен
Этьен Анхейм (фр. Étienne Anheim; род. 1973) — французский историк-медиевист, научный сотрудник Высшей школы социальных наук, главный редактор журнала «Анналы» (2011—2018).

## Биография
Учился в Высшей нормальной школе де-Фонтене / Сен-Клу в Лионе (1993—1998). В 2004 году защитил диссертацию, посвящённую культурной жизни в Авиньоне во время правления папы Климента VI (1342—1352).
В 2002—2006 годах преподавал во Французской школе в Риме. В 2006—2016 годах — профессор средневековой истории в Университете Версаля (г. Версаль, Департамент Ивелин, Регион Иль-де-Франс, Франция). С 2016 года директор по исследованиям в Высшей школе социальных наук в Париже.
В качестве приглашенного профессора читал лекции в Лондонском университете, в Корнеллском университете (США), в Фрибурском университете (Швейцария), в Вестфальском университете (Германия) и Миланском университет (Италия).

## Научная деятельность
Основным предметом исследований Этьена Анхейма является социальная и культурная история позднего средневековья, а также историография и эпистемология истории.

## Награды
- Кавалер Ордена искусств и литературы (2015).

## Книги
- Дьявол в суде: демонология и колдовство в эпоху позднего средневековья. Издательство Вирджинского университета. 2003. 224 с.
- Человек в средние века: индивид и индивидуализация. Париж. 2005. 380 с. (в соавторстве с Мартиной Остореро).
- Климент VI в работе. Чтение, письмо, проповеди в XIV веке. Париж. Сорбонна. 2014.